# Riserva naturale di Chelbi
La Riserva naturale di Chelbi è un'area protetta nella regione delle Nazioni, Nazionalità e Popoli del Sud nel sud dell'Etiopia, nei pressi del confine con il Kenya.
L'area ricopre una superficie di 4212 km2 intorno al Chew Bahir.